# Peru nos Jogos Olímpicos de Verão de 2012
O Peru participou dos Jogos Olímpicos de Verão de 2012, na cidade de Londres, no Reino Unido.

## Desempenho

### Halterofilismo
Feminino
| Atleta              | Evento | Arranque (kg) | Arremesso (kg) | Total (kg) | Posição |
| ------------------- | ------ | ------------- | -------------- | ---------- | ------- |
| Silvana Saldarriaga | -63kg  | 75,0          | 97,0           | 172,0      | 10º     |

### Natação
Feminino
| Atletas       | Evento      | Eliminatórias | Eliminatórias | Semifinal | Semifinal | Final       | Final       |
| Atletas       | Evento      | Tempo         | Posição       | Tempo     | Posição   | Tempo       | Posição     |
| ------------- | ----------- | ------------- | ------------- | --------- | --------- | ----------- | ----------- |
| Andrea Cedron | 400 m livre | 4min24s18     | 33º           |           |           | Não avançou | Não avançou |

### Remo
Masculino
| Equipe           | Evento        | Eliminatórias | Eliminatórias | Repescagem | Repescagem | Quartas | Quartas | Semifinal | Semifinal | Final   | Final                |
| Equipe           | Evento        | Tempo         | Posição       | Tempo      | Posição    | Tempo   | Posição | Tempo     | Posição   | Tempo   | Posição (Pos. final) |
| ---------------- | ------------- | ------------- | ------------- | ---------- | ---------- | ------- | ------- | --------- | --------- | ------- | -------------------- |
| Víctor Aspillaga | Skiff simples | 7m13s79       | 5º R          | 7m10s54    | 3º S E/F   | BYE     | BYE     | 7m53s76   | 2º FE     | 7m35s88 | 3º (27º)             |

### Taekwondo
O Peru conseguiu vaga para uma categoria de peso, conquistada na qualificatória pan-americana, realizado em Querétaro, no México:
- até 68 kg masculino.

### Tiro
Masculino
| Atleta                   | Evento | Qualificação | Qualificação | Final       | Final       | Posição |
| Atleta                   | Evento | Placar       | Posição      | Placar      | Total       | Posição |
| ------------------------ | ------ | ------------ | ------------ | ----------- | ----------- | ------- |
| Nicolas Pacheco Espinosa | Skeet  | 109          | 32º          | Não avançou | Não avançou | 32º     |